# Brock Vereen
Brock Vereen (Valencia, 17 agosto 1992) è un giocatore di football americano statunitense che gioca nel ruolo di safety per i Chicago Bears della National Football League (NFL). Fu scelto nel corso del quarto giro (131º assoluto) del Draft NFL 2014. Al college giocò a football all'Università del Minnesota.

## Carriera professionistica

### Chicago Bears
Vereen fu scelto nel corso del quarto giro del Draft 2014 dai Chicago Bears. Debuttò come professionista subentrando nella settimana 1 contro i Buffalo Bills. Il primo intercetto in carriera lo mise a segno nel penultimo turno su Matthew Stafford dei Detroit Lions. Chiuse la sua prima stagione con 39 tackle disputando tutte le 16 partite, di cui quattro come titolare.

## Statistiche
| Partite totali      | 16 |
| Partite da titolare | 4  |
| Tackle totali       | 39 |
| Sack                | 0  |
| Intercetti          | 1  |

Statistiche aggiornate alla stagione 2014